# Chéluviation
La chéluviation (ou chilluvation) est un processus d'évolution pédogénétique dans lequel des complexes organo-métalliques solubles (chélates d'aluminium et de fer) sont formés puis évacués des horizons supérieurs de certains types de sols.